# Parco Enrico Fiumi

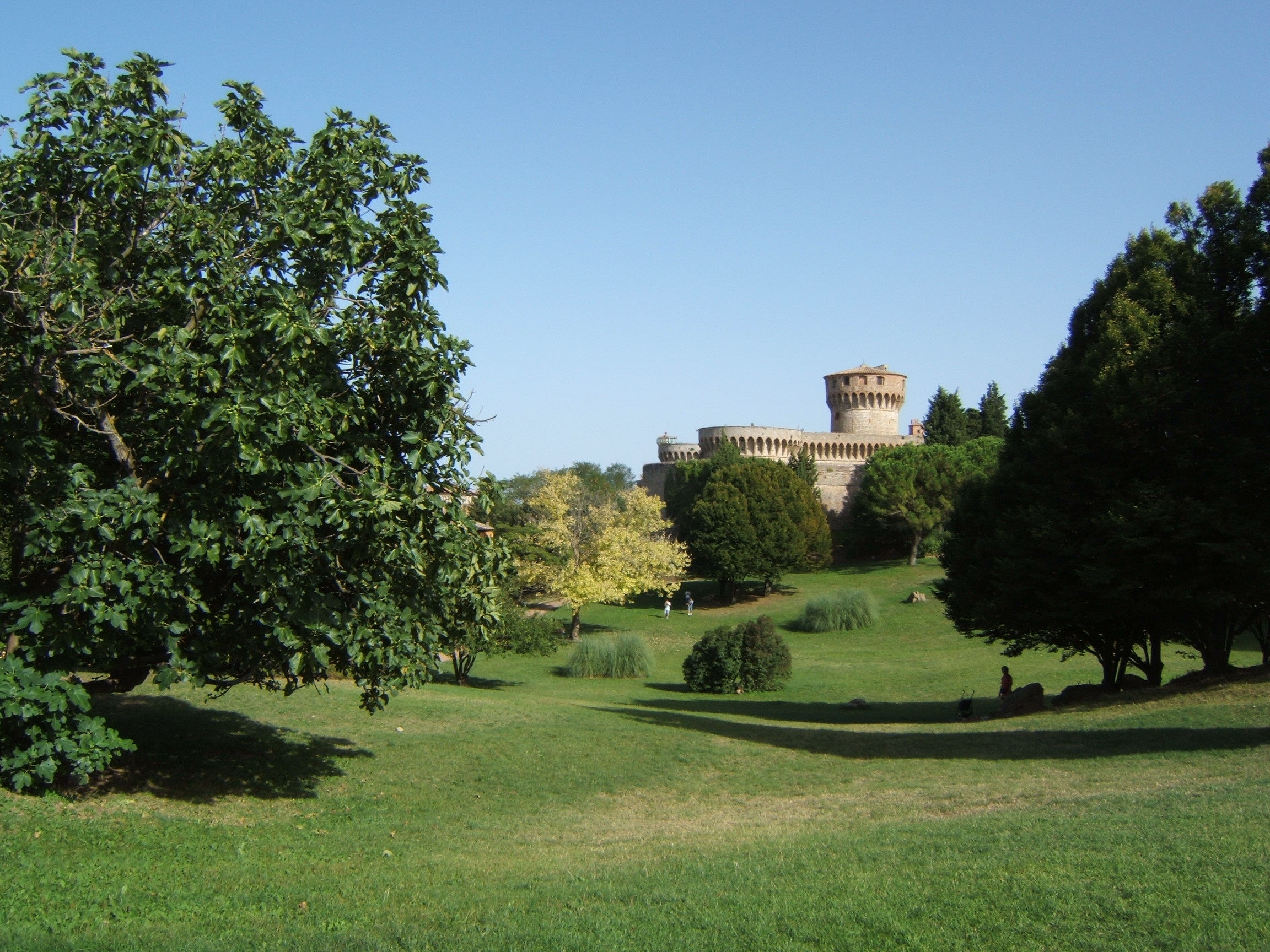
Il parco "Enrico Fiumi con la Fortezza Medicea

Il parco Enrico Fiumi è una zona verde nel centro della città di Volterra, in provincia di Pisa.
Il nome deriva dal direttore del museo Guarnacci.
È delimitato dalla Fortezza Medicea e dalle mura etrusche. All'interno del parco medesimo si trova un'area archeologica etrusca.